# Fußball-Oberliga 2005/06
Die Saison 2005/06 der Oberliga war die zwölfte Saison der Oberliga als vierthöchste Spielklasse im Fußball in Deutschland nach Einführung der zunächst viergleisigen – später drei- und zweigleisigen – Regionalliga als dritthöchste Spielklasse zur Saison 1994/95.

## Oberligen
- Oberliga Baden-Württemberg 2005/06
- Bayernliga 2005/06
- Oberliga Hessen 2005/06
- Oberliga Nord 2005/06
- Oberliga Nordost 2005/06 in zwei Staffeln (Nord und Süd)
- Oberliga Nordrhein 2005/06
- Oberliga Südwest 2005/06
- Oberliga Westfalen 2005/06